# Campionato del mondo di scacchi 2018
Il campionato del mondo di scacchi 2018 è stato un incontro fra il detentore del titolo Magnus Carlsen e lo sfidante Fabiano Caruana, che si affrontarono a Londra dal 9 al 28 novembre 2018 sulla distanza di dodici partite a cadenza classica.
Per la prima volta nella storia della competizione, i confronti in programma sono terminati tutti in parità; come prescritto dal regolamento, il titolo è stato assegnato dopo gli spareggi a gioco rapido, che hanno visto prevalere Carlsen per 3-0. Caruana si era qualificato alla manifestazione aggiudicandosi il torneo dei candidati, svoltosi a Berlino nel marzo precedente.

## Qualificazioni

### FIDE Grand Prix
Il FIDE Grand Prix è stato un ciclo di quattro tornei, disputati in quattro località differenti (Sharja, Mosca, Ginevra e Palma di Maiorca) nel corso del 2017. Hanno partecipato 24 giocatori, scelti in parte in base ai risultati del ciclo mondiale precedente, in parte in base al punteggio Elo e in parte per invito degli organizzatori. Ogni giocatore ha disputato tre tornei, che si sono svolti con la formula del sistema svizzero su nove turni. La classifica finale del Grand Prix era determinata da punti basati sui piazzamenti nei singoli tornei.
Il Grand Prix è stato vinto da Şəhriyar Məmmədyarov davanti ad Aleksandr Griščuk.

### Coppa del Mondo
La Coppa del Mondo è stato un torneo a eliminazione diretta tra 128 giocatori, svoltosi a Tbilisi dal 2 al 27 settembre 2017; ogni turno consisteva in un mini-match di due partite, seguito eventualmente da spareggi di gioco rapido e lampo. I giocatori si sono qualificati per il torneo principalmente in base all'Elo e ai campionati continentali e zonali.
Vincitore è stato Lewon Aronyan, che ha battuto in finale Ding Liren per 4-2.

### Torneo dei candidati

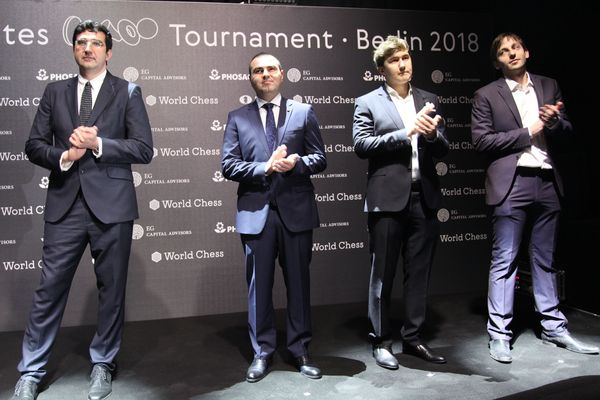
Cerimonia di apertura del torneo dei candidati 2018: da sinistra a destra Vladimir Kramnik, Şəhriyar Məmmədyarov, Sergej Karjakin e Aleksandr Griščuk

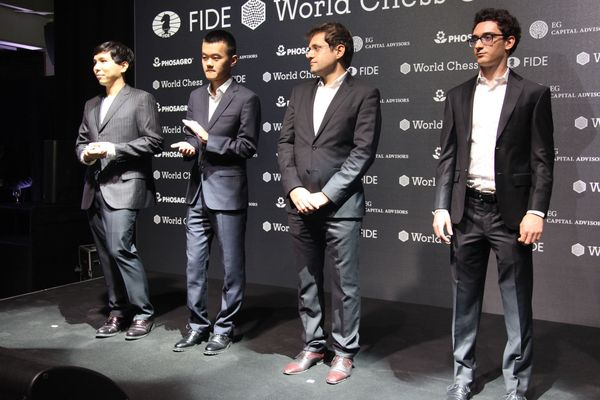
Cerimonia di apertura del torneo dei candidati 2018: da sinistra a destra Wesley So, Ding Liren, Lewon Aronyan e Fabiano Caruana

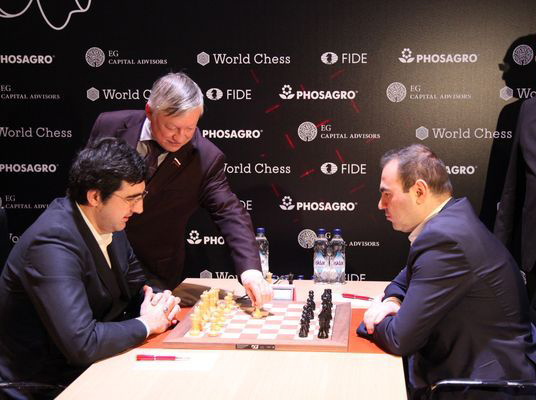
Anatolij Karpov esegue la prima mossa cerimoniale nella Kramnik - Məmmədyarov

La fase finale delle qualificazioni al campionato del mondo consiste in un torneo dei candidati, disputato con la formula del doppio girone all'italiana tra 8 giocatori. Questa edizione si è svolta a Berlino tra il 10 e il 28 marzo 2018. I giocatori sono stati:
- Sergej Karjakin (perdente nel mondiale 2016);
- Şəhriyar Məmmədyarov e Aleksandr Griščuk (primi due classificati nel Grand Prix);
- Ding Liren e Lewon Aronyan (i finalisti della Coppa del Mondo);
- Fabiano Caruana e Wesley So (i due giocatori con la media Elo più alta nel 2017 non qualificati in altro modo);
- Vladimir Kramnik (scelto dagli organizzatori).

La cadenza di gioco è stata di:
- 100 minuti per le prime 40 mosse
- poi 50 minuti per le successive 20
- infine 15 minuti per il resto della partita, con 30 secondi di incremento a partire dalla prima mossa.[6]

Il montepremi è stato di 420.000 Euro, così ripartiti:
- €95.000 al vincitore
- €88.000 al secondo classificato
- €75.000 al terzo classificato
- €55.000 al quarto classificato
- €40.000 al quinto classificato
- €28.000 al sesto classificato
- €22.000 al settimo classificato
- €17.000 all'ottavo classificato

### Risultati
| Round 1, 10 marzo 2018   |                           |     |
| Vladimir Kramnik         | Aleksandr Griščuk         | 1–0 |
| Sergej Karjakin          | Şəhriyar Məmmədyarov      | 0–1 |
| Lewon Aronyan            | Ding Liren                | ½–½ |
| Fabiano Caruana          | Wesley So                 | 1–0 |
| Round 2, 11 marzo 2018   |                           |     |
| Aleksandr Griščuk (0)    | Wesley So (0)             | 1–0 |
| Ding Liren (½)           | Fabiano Caruana (1)       | ½–½ |
| Şəhriyar Məmmədyarov (1) | Lewon Aronyan (½)         | ½–½ |
| Vladimir Kramnik (1)     | Sergej Karjakin (0)       | ½–½ |
| Round 3, 12 marzo 2018   |                           |     |
| Sergej Karjakin (½)      | Aleksandr Griščuk (1)     | ½–½ |
| Lewon Aronyan (1)        | Vladimir Kramnik (1½)     | 0–1 |
| Fabiano Caruana (1½)     | Şəhriyar Məmmədyarov(1½)  | ½–½ |
| Wesley So (0)            | Ding Liren (1)            | ½–½ |
| Round 4, 14 marzo 2018   |                           |     |
| Aleksandr Griščuk (1½)   | Ding Liren (1½)           | ½–½ |
| Şəhriyar Məmmədyarov (2) | Wesley So (½)             | ½–½ |
| Vladimir Kramnik (2½)    | Fabiano Caruana (2)       | 0–1 |
| Sergej Karjakin (1)      | Lewon Aronyan (1)         | 0–1 |
| Round 5, 15 marzo 2018   |                           |     |
| Lewon Aronyan (2)        | Aleksandr Griščuk (2)     | ½–½ |
| Fabiano Caruana (3)      | Sergej Karjakin (1)       | ½–½ |
| Wesley So (1)            | Vladimir Kramnik (2½)     | ½–½ |
| Ding Liren (2)           | Şəhriyar Məmmədyarov (2½) | ½–½ |
| Round 6, 16 marzo 2018   |                           |     |
| Fabiano Caruana (3½)     | Aleksandr Griščuk (2½)    | ½–½ |
| Wesley So (1½)           | Lewon Aronyan (2½)        | 1–0 |
| Ding Liren (2½)          | Sergej Karjakin (1½)      | ½–½ |
| Şəhriyar Məmmədyarov (3) | Vladimir Kramnik (3)      | 1–0 |
| Round 7, 18 marzo 2018   |                           |     |
| Aleksandr Griščuk (3)    | Şəhriyar Məmmədyarov (4)  | ½–½ |
| Vladimir Kramnik (3)     | Ding Liren (3)            | ½–½ |
| Sergej Karjakin (2)      | Wesley So (2½)            | 1–0 |
| Lewon Aronyan (2½)       | Fabiano Caruana (4)       | 0–1 |

| Round 8, 19 marzo 2018    |                           |     |
| Aleksandr Griščuk (3½)    | Vladimir Kramnik (3½)     | 1–0 |
| Şəhriyar Məmmədyarov (4½) | Sergej Karjakin (3)       | ½–½ |
| Ding Liren (3½)           | Lewon Aronyan (2½)        | ½–½ |
| Wesley So (2½)            | Fabiano Caruana (5)       | ½–½ |
| Round 9, 20 marzo 2018    |                           |     |
| Wesley So (3)             | Aleksandr Griščuk (4½)    | ½–½ |
| Fabiano Caruana (5½)      | Ding Liren (4)            | ½–½ |
| Lewon Aronyan (3)         | Şəhriyar Məmmədyarov (5)  | ½–½ |
| Sergej Karjakin (3½)      | Vladimir Kramnik (3½)     | 1–0 |
| Round 10, 22 marzo 2018   |                           |     |
| Aleksandr Griščuk (5)     | Sergej Karjakin (4½)      | ½–½ |
| Vladimir Kramnik (3½)     | Lewon Aronyan (3½)        | 1–0 |
| Şəhriyar Məmmədyarov (5½) | Fabiano Caruana (6)       | ½–½ |
| Ding Liren (4½)           | Wesley So (3½)            | ½–½ |
| Round 11, 23 marzo 2018   |                           |     |
| Ding Liren (5)            | Aleksandr Griščuk (5½)    | ½–½ |
| Wesley So (4)             | Şəhriyar Məmmədyarov (6)  | ½–½ |
| Fabiano Caruana (6½)      | Vladimir Kramnik (4½)     | ½–½ |
| Lewon Aronyan (3½)        | Sergej Karjakin (5)       | 0-1 |
| Round 12, 24 marzo 2018   |                           |     |
| Aleksandr Griščuk (6)     | Lewon Aronyan (3½)        | ½–½ |
| Sergej Karjakin (6)       | Fabiano Caruana (7)       | 1-0 |
| Vladimir Kramnik (5½)     | Wesley So (5)             | ½–½ |
| Şəhriyar Məmmədyarov (6½) | Ding Liren (5½)           | 0-1 |
| Round 13, 26 marzo 2018   |                           |     |
| Şəhriyar Məmmədyarov (6½) | Aleksandr Griščuk (6½)    | 1-0 |
| Ding Liren (6½)           | Vladimir Kramnik (5½)     | ½–½ |
| Wesley So (5)             | Sergeyìj Karjakin (7)     | ½–½ |
| Fabiano Caruana (7)       | Lewon Aronyan (4)         | 1-0 |
| Round 14, 27 marzo 2018   |                           |     |
| Aleksandr Griščuk (6½)    | Fabiano Caruana (8)       | 0–1 |
| Lewon Aronyan (4)         | Wesley So (5½)            | ½–½ |
| Sergej Karjakin (7½)      | Ding Liren (7)            | ½–½ |
| Vladimir Kramnik (6)      | Şəhriyar Məmmədyarov (7½) | ½–½ |

#### Classifica
La classifica finale del torneo dei candidati è la seguente:
| Pos. | Giocatore                           | 1 | 1 | 2 | 2 | 3 | 3 | 4 | 4 | 5 | 5 | 6 | 6 | 7 | 7 | 8 | 8 | Punti | Spareggi        | Spareggi | Spareggi |
| Pos. | Giocatore                           | 1 | 1 | 2 | 2 | 3 | 3 | 4 | 4 | 5 | 5 | 6 | 6 | 7 | 7 | 8 | 8 | Punti | Scontri diretti | Vittorie | S-B      |
| ---- | ----------------------------------- | - | - | - | - | - | - | - | - | - | - | - | - | - | - | - | - | ----- | --------------- | -------- | -------- |
| 1    | Fabiano Caruana ( Stati Uniti)      |   |   | ½ | ½ | ½ | 0 | ½ | ½ | ½ | 1 | ½ | 1 | 1 | ½ | 1 | 1 | 9     |                 |          |          |
| 2    | Şəhriyar Məmmədyarov ( Azerbaigian) | ½ | ½ |   |   | ½ | 1 | 0 | ½ | 1 | ½ | 1 | ½ | ½ | ½ | ½ | ½ | 8     | 1,5             |          |          |
| 3    | Sergej Karjakin ( Russia)           | 1 | ½ | 0 | ½ |   |   | ½ | ½ | 1 | ½ | ½ | ½ | 1 | ½ | 0 | 1 | 8     | 0,5             |          |          |
| 4    | Ding Liren ( Cina)                  | ½ | ½ | ½ | 1 | ½ | ½ |   |   | ½ | ½ | ½ | ½ | ½ | ½ | ½ | ½ | 7,5   |                 |          |          |
| 5    | Vladimir Kramnik ( Russia)          | 0 | ½ | ½ | 0 | ½ | ½ | ½ | ½ |   |   | 1 | 0 | ½ | ½ | 1 | 1 | 6,5   | 1               | 3        |          |
| 6    | Aleksandr Griščuk ( Russia)         | 0 | ½ | ½ | 0 | ½ | ½ | ½ | ½ | 1 | 0 |   |   | 1 | ½ | ½ | ½ | 6,5   | 1               | 2        |          |
| 7    | Wesley So ( Stati Uniti)            | ½ | 0 | ½ | ½ | ½ | 0 | ½ | ½ | ½ | ½ | ½ | 0 |   |   | 1 | ½ | 6     |                 |          |          |
| 8    | Lewon Aronyan ( Armenia)            | 0 | 0 | ½ | ½ | 0 | 1 | ½ | ½ | 0 | 0 | ½ | ½ | ½ | 0 |   |   | 4,5   |                 |          |          |

## Campionato del mondo

### Scelta della sede
Le prime candidature per il campionato del mondo, a luglio 2017, sono state tre nazioni asiatiche (Giappone, Singapore, Corea del Sud) e una europea (Inghilterra); la Norvegia ha rinunciato in quanto non ha raggiunto i fondi sufficienti. A novembre 2017 è stata scelta Londra, rendendo la capitale inglese sede del campionato del mondo per la quarta volta dopo le edizioni 1986 (assieme a San Pietroburgo), 1993 (mondiale PCA) e 2000 (mondiale PCA).

### Precedenti testa a testa

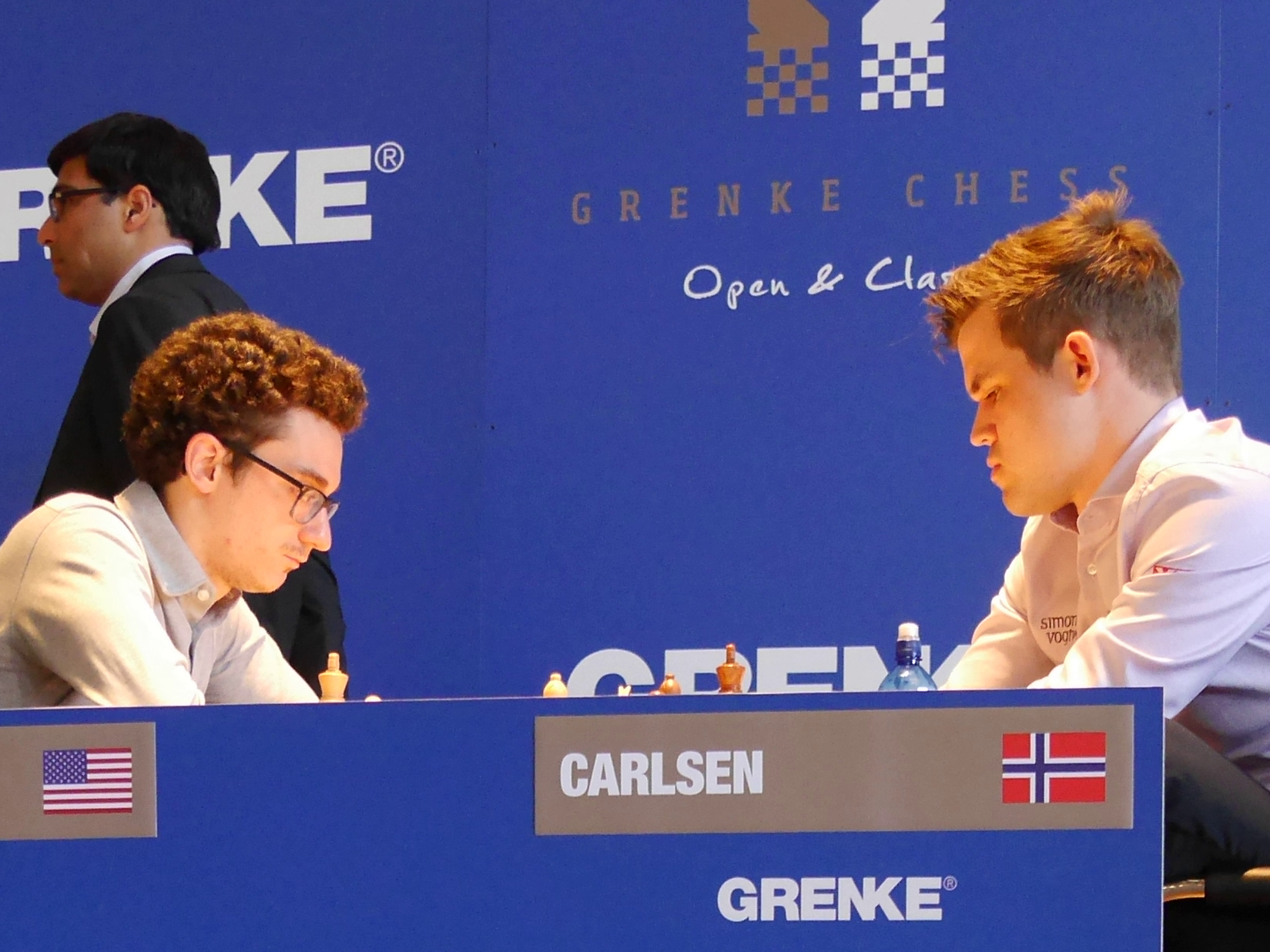
Caruana e Carlsen durante una partita a Karlsruhe nel Grenke Chess Classic 2018. In secondo piano è riconoscibile Viswanathan Anand

| Testa a testa               | Testa a testa               | Testa a testa    | Testa a testa | Testa a testa    | Testa a testa |
|                             |                             | Vittorie Carlsen | Patte         | Vittorie Caruana | Totale        |
| --------------------------- | --------------------------- | ---------------- | ------------- | ---------------- | ------------- |
| Classico                    | Carlsen (B) – Caruana (N)   | 5                | 10            | 2                | 17            |
| Classico                    | Caruana (B) – Carlsen (N)   | 5                | 8             | 3                | 16            |
| Classico                    | Totale                      | 10               | 18            | 5                | 33            |
| Lampo / Rapido / Esibizione | Lampo / Rapido / Esibizione | 13               | 4             | 6                | 23            |
| Totale                      | Totale                      | 23               | 22            | 11               | 56            |

### L'incontro per il titolo mondiale
Si sono affrontati i primi due giocatori per punteggio Elo, come non accadeva dal match del 1990 tra Kasparov e Karpov.
L'incontro si è svolto dal 9 al 28 novembre 2018 presso The College di Holborn, a Londra, sulla distanza di 12 partite, che per la prima volta nella storia della competizione si sono chiuse tutte in parità. Sono perciò stati necessari degli spareggi a gioco rapido, che hanno visto il dominio per 3-0 di Magnus Carlsen, il quale si è così riconfermato campione del mondo.
C'è stato un giorno di riposo ogni due partite, più uno tra l'undicesima e la dodicesima e un altro prima degli spareggi del 28 novembre. Ha iniziato col bianco Caruana e dopo sei partite i colori sono stati invertiti. Il montepremi è stato di un milione di euro; il vincitore Carlsen ne ha intascato il 55%, essendosi arrivati agli spareggi, mentre ne avrebbe ricevuto il 60% se il match si fosse concluso con le partite a tempo classico.
La cadenza di gioco delle partite è stata di 100 minuti per le prime 40 mosse, poi 50 minuti per le successive 20 e infine 15 minuti per il resto della partita, con 30 secondi addizionali per mossa a partire dalla prima. Gli spareggi si sono disputati con la cadenza di quattro partite rapid di 25 minuti più 10 secondi di incremento per mossa. Non c'è stato bisogno di giocare l'ultima partita rapida, né tantomeno le ulteriori partite di spareggio previste: cinque serie di due partite blitz a 5 minuti più 3 secondi di incremento per mossa e la partita Armageddon con 5 minuti per il Bianco, 4 per il Nero, 3 secondi di incremento dalla mossa 61 e la vittoria assegnata al nero in caso di patta.
L'arbitro capo è stato il francese Stephane Escafre, assistito dalla georgiana Nana Alexandria, entrambi arbitri internazionali.
La commentatrice ufficiale è stata la scacchista Judit Polgár, Grande Maestro ungherese.
La prima mossa cerimoniale della prima partita è stata eseguita dall'attore statunitense Woody Harrelson.
|                                | 1 | 2 | 3 | 4 | 5 | 6 | 7 | 8 | 9 | 10 | 11 | 12 | Totale |
| ------------------------------ | - | - | - | - | - | - | - | - | - | -- | -- | -- | ------ |
| Fabiano Caruana ( Stati Uniti) | ½ | ½ | ½ | ½ | ½ | ½ | ½ | ½ | ½ | ½  | ½  | ½  | 6      |
| Magnus Carlsen ( Norvegia)     | ½ | ½ | ½ | ½ | ½ | ½ | ½ | ½ | ½ | ½  | ½  | ½  | 6      |

|                                | 1 | 2 | 3 | 4 | Totale |
| ------------------------------ | - | - | - | - | ------ |
| Magnus Carlsen ( Norvegia)     | 1 | 1 | 1 | - | 3      |
| Fabiano Caruana ( Stati Uniti) | 0 | 0 | 0 | - | 0      |